# 21001 Trogrlic
21001 Trogrlic (1987 GF) là một tiểu hành tinh bay qua Sao Hỏa được phát hiện ngày 1 tháng 4 năm 1987 bởi A. Maury ở Palomar.